# Primer juicio por el atentado a la AMIA
El primer juicio por el atentado a la AMIA fue un juicio oral iniciado el 24 de septiembre de 2001 y el 2 de septiembre de 2004, ante el Tribunal Oral Federal n.º 3, en el cual fueron acusadas veintidós personas por complicidad con el atentado terrorista a la AMIA, el 18 de julio de 1994 en la ciudad de Buenos Aires, por el que fueron asesinadas 85 personas y lesionadas más de trescientas. El juicio analizó la actuación de las personas acusadas de formar parte de la llamada "conexión interna".
En el curso del juicio se produjeron testimonios que incriminaban seriamente al juez de la causa Juan José Galeano, provocando su desplazamiento de la misma el 1 de diciembre de 2003.
El juicio finalizó con la absolución de todos los acusados y la revelación de un amplio encubrimiento en el que estaban involucrados el propio juez de la causa y dos de los tres fiscales, las más altas autoridades del país incluyendo al presidente de la Nación Carlos Menem, el presidente de una de las principales organizaciones de la comunidad judía argentina Rubén Beraja, la policía y los servicios de informaciones. El fallo fue hecho público el 2 de septiembre de 2004, y la sentencia con los fundamentos del mismo dictada el 29 de octubre de ese mismo año.
Se denomina "primer juicio", debido a que en 2015 se inició un segundo juicio para juzgar el amplio encubrimiento revelado en el primer juicio.

## Antecedentes
El 17 de marzo de 1992 se produjo un atentado terrorista en Buenos Aires, mediante la colocación de una bomba en la embajada de Israel que demolió el edificio causando la muerte de 22 personas y decenas de heridos. Debido a que se trataba de una sede diplomática, la investigación del delito quedó en manos de la Corte Suprema de Justicia, sin que llegara a reunir suficiente evidencia para acusar en juicio a ninguno de sus autores.
Poco más de dos años después, el 18 de julio de 1994, se produjo un nuevo atentado terrorista en Buenos Aires, mediante la colocación de una bomba que demolió el edificio de la mutual judía AMIA, causando la muerte de 85 personas y más de 300 heridos. 
La investigación judicial quedó a cargo del juez federal Juan José Galeano y de los fiscales federales José Barbaccia y Eamon Mullen, a quienes en 1997 se sumó Alberto Nisman. En el curso de la investigación, los funcionarios judiciales mencionados detuvieron y encarcelaron a varias personas acusadas de complicidad en el atentado. Entre las personas detenidas se encontraban el excomisario de la Policía Bonaerense Juan José Ribelli y Carlos Telleldín, acusados de haber conseguido y entregado al autor o autores del atentado, una camioneta Renault Trafic utilizada como coche-bomba. 
Nueve años después, en septiembre de 2001, tres causas (487/00, 501/01 y 502/03) fueron elevadas a juicio contra 22 acusados.

## El juicio
El juicio oral se inició en Buenos Aires el 24 de septiembre de 2001 y finalizó con el fallo pronunciado el 2 de septiembre de 2004.

### El tribunal
El tribunal interviniente fue el Tribunal Oral en lo Criminal Federal n.º 3 de la Capital Federal, integrado por los jueces Miguel Guillermo Pons, Gerardo Felipe Larrambebere y Guillermo Andrés Gordo, este último designado por resolución de la Cámara Nacional de Casación Penal, siendo el secretario del tribunal Eduardo Aníbal Chittaro.

### Fiscales
Actuaron como fiscales Eamon G. Mullen, José C. Barbaccia y Alberto Nisman, a cargo también de la investigación y la elevación a juicio. 

### Querellantes
Se presentaron dos partes querellantes:
- a) Querella unificada de la Delegación de Asociaciones Israelitas Argentinas (DAIA), la Asociación Mutual Israelita Argentina (AMIA), Elisa Laura Einstoss de Goldemberg, Luis Bernardo Goldemberg y un grupo de familiares de algunas de las víctimas del atentado.

- b) La organización de familiares del atentado Memoria Activa, cuestionando severamente la investigación llevada adelante por el Juez Galeano y los fiscales.[4]

### Observador de la CIDH
A pedido de la querellante Memoria Activa el presidente Fernando de la Rúa invitó en 2000 a la Comisión Interamericana de Derechos Humanos a enviar un observador , algo a lo que el anterior presidente Carlos Menem se había negado.

### Acusados
Fueron acusadas 22 personas. Todas serían declaradas inocentes.
1. Carlos Alberto Telleldín. Acusado de haber armado el vehículo (Trafic) utilizado como coche-bomba en el atentado. Permaneció 10 años en prisión preventiva. Al alegar sobre el juicio, el fiscal Nisman solicitó para él prisión perpetua.
2. Juan José Ribelli. Comisario de la Policía Bonaerense. Acusado de haber liderado una banda que obtuvo mediante extorsión a Carlos Telleldín, el vehículo utilizado como coche-bomba en el atentado y que luego se lo entregó al autor o los autores del atentado. Permaneció nueve años y siete meses en prisión preventiva. Al alegar sobre el juicio, el fiscal Nisman solicitó para él prisión perpetua.
3. Raúl Edilio Ibarra. Subcomisario de la Policía Bonaerense. Acusado de haber liderado una banda que obtuvo mediante extorsión a Carlos Telleldín, el vehículo utilizado como coche-bomba en el atentado y que luego se lo entregó al autor o los autores del atentado. Ibarra permaneció nueve años y siete meses en prisión preventiva. Al alegar sobre el juicio, el fiscal Nisman solicitó para él prisión perpetua.
4. Anastasio Irineo Leal. Subcomisario de la Policía Bonaerense. Acusado de haber liderado una banda que obtuvo mediante extorsión a Carlos Telleldín, el vehículo utilizado como coche-bomba en el atentado y que luego se lo entregó al autor o los autores del atentado. Permaneció en prisión preventiva desde 1996 a 2004. Al alegar sobre el juicio, el fiscal el fiscal Nisman solicitó para él prisión perpetua.
5. Mario Norberto Bareiro. Inspector de la Policía Bonaerense. Acusado de haber liderado una banda que obtuvo mediante extorsión a Carlos Telleldín, el vehículo utilizado como coche-bomba en el atentado y que luego se lo entregó al autor o los autores del atentado. Permaneció en prisión preventiva desde 1996 a 2004. Al alegar sobre el juicio, el fiscal el fiscal Nisman solicitó para él prisión perpetua.
6. Alejandro Burguete. Comisario de la Policía Bonaerense. Acusado de haber sido parte de la supuesta banda que realizó la también supuesta extorsión a Telleldín, para obtener la Trafic y entregarla a los autores del atentado. Al alegar sobre el juicio el fiscal Nisman pidió 7 años de prisión.
7. José Miguel Arancibia. Subcomisario de la Policía Bonaerense. Acusado de haber sido parte de la supuesta banda que realizó la también supuesta extorsión a Telleldín, para obtener la Trafic y entregarla a los autores del atentado. Al alegar sobre el juicio el fiscal Nisman pidió 6 años de prisión.
8. Jorge Horacio Rago. Subcomisario de la Policía Bonaerense. Acusado de haber sido parte de la supuesta banda que realizó la extorsión a Telleldín, para obtener la Trafic y entregarla a los autores del atentado. Al alegar sobre el juicio el fiscal Nisman pidió 13 años de prisión.
9. Bautista Alberto Huici. Subcomisario de la Policía Bonaerense. Acusado de haber sido parte de la supuesta banda que realizó la extorsión a Telleldín, para obtener la Trafic y entregarla a los autores del atentado. Al alegar sobre el juicio el fiscal Nisman pidió 9 años de prisión. Permaneció en prisión preventiva 6 años.[6]
10. Diego Enrique Barreda. Inspector de la Policía Bonaerense. Acusado de haber sido parte de la supuesta banda que realizó la extorsión a Telleldín, para obtener la Trafic y entregarla a los autores del atentado. Al alegar sobre el juicio el fiscal Nisman pidió 15 años de prisión.
11. Oscar Eusebio Bacigalupo. Principal de la Policía Bonaerense. Acusado de haber sido parte de la supuesta banda que realizó la extorsión a Telleldín, para obtener la Trafic y entregarla a los autores del atentado. Al alegar sobre el juicio el fiscal Nisman pidió 6 años de prisión.
12. Marcelo Darío Casas. Cabo de la Policía Bonaerense. Acusado de haber sido parte de la supuesta banda que realizó la extorsión a Telleldín, para obtener la Trafic y entregarla a los autores del atentado. Al alegar sobre el juicio el fiscal Nisman pidió su tres años de prisión.
13. Eduardo Diego Toledo. Sargento de la Policía Bonaerense. Acusado de haber sido parte de la supuesta banda que realizó la extorsión a Telleldín, para obtener la Trafic y entregarla a los autores del atentado. Al alegar sobre el juicio el fiscal Nisman pidió un año de prisión.
14. Claudio Walter Araya. Oficial de la Policía Bonaerense. Acusado de haber sido parte de la supuesta banda que realizó la extorsión a Telleldín, para obtener la Trafic y entregarla a los autores del atentado. Al alegar sobre el juicio el fiscal Nisman pidió su absolución.
15. Marcelo Albarracín. Principal de la Policía Bonaerense. Acusado de haber sido parte de la supuesta banda que realizó la extorsión a Telleldín, para obtener la Trafic y entregarla a los autores del atentado. Al alegar sobre el juicio el fiscal Nisman pidió su absolución.
16. Juan Alberto Bottegal. Abogado. Acusado de haber actuado como nexo en la supuesta extorsión a Telleldín para obtener la Trafic. Al alegar sobre el juicio, el fiscal Nisman solicitó una pena de 10 años.
17. Daniel Emilio Quinteros. Subinspector de la Policía Bonaerense. Acusado de haber sido parte de la supuesta banda que realizó la extorsión a Telleldín, para obtener la Trafic y entregarla a los autores del atentado. Al alegar sobre el juicio el fiscal Nisman pidió su absolución.
18. Argentino Gabriel Lasala. Sargento de la Policía Bonaerense. Acusado de haber sido partícipe de la supuesta extorsión a Telleldín, mediante la que se obtuvo la Trafic. Al alegar sobre el juicio el fiscal Nisman solicitó su absolución.
19. Víctor Carlos Cruz. Suboficial de la Policía Bonaerense. Acusado de haber sido parte de la supuesta banda que realizó la extorsión a Telleldín, para obtener la Trafic y entregarla a los autores del atentado. Al alegar sobre el juicio el fiscal Nisman pidió su absolución.
20. Hugo Antonio Pérez. Mecánico ayudante de Telleldín. Acusado de encubrimiento de la obtención ilegal de la Trafic. Al alegar sobre el juicio, el fiscal Nisman solicitó la absolución.
21. Ariel Rodolfo Nitzcaner. Mecánico ayudante de Telleldín. Acusado de encubrimiento de la obtención ilegal de la Trafic. Al alegar sobre el juicio, el fiscal Nisman solicitó la absolución.
22. Miguel Gustavo Jaimes. Mecánico ayudante de Telleldín. Acusado de encubrimiento de la obtención ilegal de la Trafic. Al alegar sobre el juicio, el fiscal Nisman solicitó la absolución.

## El curso del juicio
Las audiencias del juicio comenzaron el 24 de septiembre de 2001, apenas 13 días después de los Atentados del 11 de septiembre de 2001 en los Estados Unidos. El juicio sin embargo tuvo escasa atención por parte de los medios de comunicación y se desarrolló en medio de la indiferencia de la sociedad argentina, hecho que fue severamente criticado por el Congreso Judío Mundial.
Argentina en ese momento estaba atravesando la peor crisis económico-político-social de su historia que llegaría a su punto culminante menos de tres meses después, con las puebladas del 19 y 20 de diciembre, el asesinato de decenas de manifestantes, la renuncia del presidente Fernando de la Rúa y el lema generalizado de "Que se vayan todos".
Desde las primeras audiencias comenzó a quedar en evidencia que Telleldín había cobrado dinero por involucrar a los policías acusados, algo que había declarado a una revista en 2000, pero que luego negó en sus declaraciones judiciales. La sospecha de un acuerdo entre el juez Galeano y el acusado Telleldín, había sido instalada en 1997 por el periodista Jorge Lanata, cuando difundió por televisión partes de un video robado al juez Galeano, en el que el juez se encuentra con Telleldín a instancias del principal dirigente de la comunidad judía Rubén Beraja, donde ambos mantienen un "críptico diálogo" sobre la publicación de un libro y el pago de 350.000 dólares. El robo del video dio lugar a la condena del conocido abogado Mariano Cúneo-Libarona, pero las posibles implicancias de su contenido no fueron tratadas por ninguno de los investigadores judiciales, hasta que las defensas sacaron el tema en el juicio y llamaron a Lanata a declarar como testigo.
En octubre de 2001 el periodista de Clarín Daniel Gutman se preguntaba: 

¿Telleldín quería decir, en la noche del miércoles, que él arregló con Galeano y cobró? Ese es el rumor que corrió. Y hubiera cambiado totalmente la historia del juicio.
Daniel Gutma

Durante el curso del juicio varios acusados (Bautista Huici, Jorge Rago y Claudio Araya) recuperaron su libertad, luego de estar seis años en prisión, por aplicación de la llamada "ley del 2 por 1", hecho que fue cubierto críticamente por un amplio sector de la prensa.
Al cumplirse un año de iniciado el juicio las partes se mostraban divididas. Se ponía en tela de juicio la investigación judicial llevada adelante por el juez Juan José Galeano y los fiscales Barbacchia, Eamon y Nisman. Mientras la querella de la DAIA y los fiscales defendían a ultranza la actividad del juez Galeano, la querella de Memoria Activa sostenía que Galeano había "armado" la causa, con participación de los servicios de inteligencia (SIDE)y la Policía Federal, quienes además podrían haber tenido conocimiento del grupo terrorista antes de sucedido el atentado. En una postura intermedia, las querellas de la AMIA y la agrupación Familiares, criticaban duramente la investigación judicial, pero no consideraban que fuera un "armado".
El Tribunal le solicitó a la SIDE el levantamiento del secreto sobre el sumario interno en el que se habría investigado la actuación de los agentes secretos en el caso de la AMIA, dado a conocer por la prensa. En septiembre de 2002, la SIDE, bajo la dirección de Miguel Ángel Toma, se negó a levantar el secreto. El Tribunal reiteró el pedido ante el presidente Eduardo Duhalde, quien autorizó una lista reducida de agentes de inteligencia a prestar declaración, sólo sobre algunos aspectos.
El 19 de marzo de 2003 declaró el primer empleado del juzgado de Galeano, que realizó la investigación judicial, Javier De Gamas, secretario del juez. La declaración que se extendió por más de 16 horas, terminó en un escándalo al ser careado con Telleldín, por el pago que el acusado sostenía le había hecho De Gamas personalmente. El Tribunal consideró que De Gamas cometió falso testimonio y lo detuvo. El hecho constituyó el primer golpe serio contra la postura de los fiscales en defensa de la investigación realizada por el juez Galeano y ellos mismos.
El 5 de junio de 2003, a poco más de una semana de asumir, el presidente Néstor Kirchner dictó el Decreto 146/2003 levantando el secreto sobre el expediente de la SIDE. La medida fue complementada y ampliada con la orden a los agentes de declarar sin restricciones, mediante los decretos 249/2003, 291/2003 y 785/2003.
El 13 de julio de 2003, el diario La Nación explicaba la situación del juicio en estos términos:

Las presuntas irregularidades de la investigación han vulnerado a tal punto la acusación contra los principales imputados en el juicio -el doblador de autos Carlos Alberto Telleldín y el ex comisario de la Policía Bonaerense Juan José Ribelli- que los tres jueces del Tribunal Oral ya saben que su sentencia los llevará a la cruz. Temen que si condenan les cuestionarán hacerlo sin pruebas o con pruebas viciadas. Y si no condenan se echarán en contra a las influyentes AMIA y DAIA, en especial a esta última, que fue la principal defensora de Galeano y hace poco cuestionó al Tribunal Oral por ocuparse en el juicio de los métodos del juez.
Jorge Urien Berri, La Nación

El 21 de agosto de 2003 declaró el agente de inteligencia Isaac Eduardo García, que fue parte y estuvo presente de la operación de pago a Telleldín (a través de su esposa), revolucionando la causa. García dio pormenores de los hechos, precisó el lugar (Banco Quilmes de Ramos Mejía) e individualizó a los otros agentes que participaron (los jefes Patricio Finnen y Alejandro Broussón, Héctor Maiolo, Messones, y Juan Carlos Legascue).
El 10 y 11 de septiembre declaró Claudio Lifschitz, exprosecretario del juez Galeano, quien dio detalles de filmaciones ilegales dispuestas por Galeano, actividades extorsivas y decisión intencional de no analizar los elementos secuestrados relacionados con la pista siria y la eventual participación en el atentado de Kanoore Edul. La declaración de Lifschitz es considerada como una de las que produjeron un cambio sustancial en la orientación de la causa.
El 23 de septiembre declaró Alejandro Brousson, segundo jefe de la Sala Patria de la SIDE, confirmando losn dichos del agente García sobre el hecho de que la agencia de inteligencia le había pagado 400.000 dólares al acusado Telleldín, a través de su esposa, por orden del juez Galeano y del titular de la SIDE Hugo Anzorreguy. Los dichos de Brousson fueron a su vez ratificados por otros dos agentes secretos, Juan Carlos Legascue y Héctor Maiolo, que también participaron en la operación. Este último declaró también que filmó el pago con una cámara oculta. Galeano había negado el hecho reiteradamente, incluso ante la Comisión Bicameral de Seguimiento de los Atentados a la Embajada de Israel y a la Sede de la AMIA del Congreso de la Nación. Ese mismo día Telleldín declaró desde la cárcel que Rubén Beraja, titular de la DAIA, también había participado de la maniobra clandestina.
El 30 de noviembre declaró el exjefe de la SIDE Hugo Anzorreguy. Anzorreguy sostuvo que el presidente Menem le había dado órdenes estrictas de acatar todos los pedidos del juez Galeano y que fue el juez quien le pidió 400 mil dólares para pagarle a Telleldín:

Por orden del Presidente (Menem), pusimos a disposición de la Justicia todos los requerimientos que ésta hiciera para colaborar con la investigación... "Todo significa todo", me dijo el Presidente... La cosa fue así: recibo un llamado del doctor (Galeano), lo recibo en la Secretaría y me dice que estaba la cosa atascada y que él necesitaba una suma de dinero. Le dije que por una directiva presidencial, todo lo que fuera necesario para destrabar la investigación estaba a su disposición... No se lo dije a nadie, ni a Menem.
Declaración de Hugo Anzorregui

Las declaraciones de los agentes de inteligencia había sido un reclamo inicial, tanto por parte de la querella de Memoria Activa, a cargo de los abogados Alberto Zuppi y Pablo Jacoby, como por parte de la defensa del acusado principal Juan José Ribelli, a cargo del abogado José Manuel Ubeira. Las mismas produjeron un vuelco completo de la causa, porque invalidaba la declaración comprada de Telleldín y evidenciaba una amplia operatoria ilegal de justicia argentina, en la que estaban involucrados el juez, los fiscales, el gobierno, la SIDE, la Policía Federal y la dirigencia judía.
El 4 de diciembre de 2003 cerró la etapa de prueba, siendo la última testigo la entonces senadora Cristina Fernández de Kirchner, debido a su intervención desde la Comisión Bicameral de Seguimiento de los Atentados a la Embajada de Israel y a la Sede de la AMIA del Congreso de la Nación. El Tribunal decidió también no llamar a declarar al expresidente Carlos Menem.

## Desplazamiento del juez Galeano y de los fiscales Barbaccia y Müllen
Antes aún de que se pronunciara la sentencia, las constancias y declaraciones realizadas durante el juicio, tuvieron como consecuencia inmediata la separación de la causa del juez Juan José Galeano y de los fiscales Eamon Mullen y José Barbaccia.
El 3 de diciembre de 2003, un día antes de que finalizaran los testimonios, la Cámara Federal separó de su cargo al frente de la investigación, a petición de la querellante Memoria Activa, al juez Juan José Galeano, por estar en duda su imparcialidad.
El 13 de abril de 2004 el Tribunal apartó del juicio a los fiscales que habían investigado el caso de un principio, Eamon Mullen y José Barbaccia, manteniendo en el cargo a Alberto Nisman. El Tribunal consideró que debido a los graves testimonios y pruebas acumuladas en el juicio que cuestionaban la legitimidad de su obrar durante la investigación, ya no podían ser imparciales. 
La querella unificada DAIA-AMIA-Grupo de Familiares, se opuso a la decisión del Tribunal y decidieron abandonar el juicio. En su sentencia, el Tribunal pondría de manifiesto "el trato preferencial y discriminatorio del que gozaba esa parte acusadora en el juzgado instructor".

## Los alegatos
El 13 de enero de 2004 comenzaron los alegatos, tras dos años y medio de audiencias.
- Querella de Memoria Activa:
  - Sostuvo que estaba plenamente probado que el atentado había sido realizado con un coche-bomba;
  - Sostuvo que Carlos Alberto Telleldín había sido partícipe necesario del atentado y de la violación masiva de los derechos humanos de la víctimas y pidió reclusión perpetua para él;
  - Sostuvo que la acusación contra Ribelli y los demás policías bonaerenses fue una operación ilegítima de la justicia argentina y otras áreas de Estado, y su acusación fue ilegal;
  - Imputó responsabilidad en el ocultamiento del pago a Telleldí a la Comisión Bicameral presidida por el diputado Carlos Soria, "con la solitaria excepción de la entonces diputada Fernández de Kirchner”.
  - Acusó a la DAIA de oponerse al levantamiento del secreto de Estado que finalmente reveló las operaciones de encubrimiento y la acusó de haber actuado ilegalmente desviando la investigación judicial.
  - Criticó a algunos dirigentes del Estado de Israel por anteponer "intereses de Estado" a la colaboración con la investigación.
  - Pidió que se enjuiciara a los funcionarios responsables de desviar la investigación.[25]

- Querella unificada DAIA-AMIA-"Grupo de Familiares":
  - Sostuvo que estaba plenamente probado que el atentado había sido realizado con un coche-bomba.
  - Sostuvo que Telleldín había suministrado la camioneta Trafic usada como coche-bomba, siendo partícipe necesario del atentado. Solicitó reclusión perpetua.
  - Sostuvo que los policías bonaerenses Ribelli, Ibarra, Leal y Bareiro, habían actuado como apoyo del grupo que realizó el atentado, en coincidencia con las conclusiones del juez Galeano y los fiscales Mullen y Barbaccia. Solicitó reclusión perpetua para los tres primeros y veinte años de reclusión para el último.
  - Consideró ilegal el pago de 400 dólares a Telleldín y nulas las pruebas que estuvieron relacionadas con el mismo.
  - Cuestionó el accionar de la SIDE, en especial del capitán Héctor Pedro Vergéz y del agente Jaime Stiuso.
  - Consideró que el presidente Carlos Menem no hizo nada para esclarecer el atentado y que "que existió una decisión política enderezada a evitar su esclarecimiento y el enjuiciamiento de sus autores".[26]

- Ministerio Público Barbaccia-Mullen-Nisman:
  - Sostuvo que estaba plenamente probado que el atentado había sido realizado con un coche-bomba.
  - Sostuvo que Telleldín había suministrado la camioneta Trafic usada como coche-bomba, siendo partícipe necesario del atentado. Solicitó reclusión perpetua.
  - Consideró que la declaración indagatoria de Telleldín realizada luego de pagarle 400.000 dólares era nula.
  - Sostuvo sin embargo que existían pruebas de que la mayoría de los policías bonaerenses acusados habían sido partícipes del atentado. Pidió prisión perpetua para Ribelli, Ibarra, Leal y Bareiro. Para otros acusados pidió penas menores: Barreda (15 años), Rago (13 años), Burguete (7 años), Huici (6 años), Arancibia (6 años), Bacigalupo (6 años), Casas (3 años) y Toledo (1 año).
  - Pidió la absolución de los 8 acusados restantes (Araya, Albarracín, Quinteros, Lasala, Cruz, Pérez, Nitzcaner y Jaimes).[27]

- Defensa Telleldín:
  - Sostuvo que el atentado fue organizado por Irán.
  - Consideró quedó probado que el gobierno argentino y la dirigencia de la comunidad judía sabían que existía un grupo terrorista y lo venían siguiendo, hasta que lo perdieron.
  - Afirmó que por esa razón el gobierno y la comunidad judía encubrió a los verdaderos culpables, señalando especialmente al agente Jaime Stiuso en la acción de destruir pruebas.
  - Sostuvo que la operación de encubrimiento se acordó en la reunión llevada a cabo el 25 de julio de 1994 en la residencia presidencial de Olivos entre el juez instructor, su secretaria, los fiscales, los miembros del Poder Ejecutivo Nacional, las fuerzas de seguridad y la DAIA.
  - Consideró que no estaba probado que el atentado se realizó por medio de un coche-bomba y que no se investigaron otras opciones.
  - Sostuvo que la conducta del juez Galeano fue delictiva y la investigación nula.
  - Mencionó la extorsión de que fue víctima en la cárcel por parte del capitán Vergez, autorizado a visitarlo por el juez Galeano, denunciada ante el juez Bergesio en 1995, sin que fuera investigada.
  - Sostuvo que estaba probado en el juicio que había sido víctima de una extorsión con participación del juez Galeano, los fiscales Mullen y Barbaccia, los representantes de la DAIA, agentes de inteligencia y la jueza camarista Luisa Riva Aramayo, con el fin de "armar una historia", razón por la cual acusó a los policías bonaerenses.[28]

- Defensas Ribelli y demás policías bonaerenses:
  - Las defensas independientes de los policías bonaerenses acusados (Ribelli; Ibarra, Bottegal y Lasala; Bareiro, Bacigalupo, Arancibia y Cruz; Leal; Barreda, Quinteros; Rago; Pérez, Jaimes y Huici; y Araya y Albarracin) sostuvieron que en el juicio quedó plenamente probada la operación llevada adelante por el juez Galeano, junto a los servicios de inteligencia, con la colaboración de los fiscales Mullen y Barbaccia, la camarista Riva Aramayo y la dirigencia judía, con el fin de fabricar una "historia oficial", que tuvo como eje el pago ilegal a Telleldín de 400.000 dólares, a cambio que incriminar falsamente a Ribelli y los demás policías bonaerenses.[29]

## La sentencia
El cuerpo principal de La sentencia tiene dos partes bien diferenciadas: a) el análisis de la mecánica del atentado; b) el análisis de las irregularidades de la investigación judicial.

### Mecánica del atentado
La sentencia analiza la mecánica del atentado en tres capítulos: V (El atentado), VI (Carlos Alberto Telleldín) y VII (El estacionamiento).

#### CV. El atentado.
En el capítulo V (El atentado) la sentencia analiza detalladamente la prueba documental, pericial y testimonial sobre el hecho mismo del atentado. 
Una de las principales conclusiones del Tribunal fue establecer que el atentado se realizó por medio de un coche-bomba dentro de una camioneta Trafic blanca, descartando la posibilidad de que la bomba estuviera en un volquete. La sentencia analiza el hecho de que la mayoría de los testigos presentes en el lugar, al momento de la explosión, no vieron una camioneta Trafic blanca. Sin embargo el Tribunal consideró que había gran cantidad de pruebas físicas y periciales que probaban el hecho, compatibles con el simulacro computacional realizado, y que los testimonios de quienes habían visto la Trafic blanca, provenían de personas de las que no había ningún elemento para sospechar: 

Que, de acuerdo a lo expresado al inicio del presente capítulo, también se acreditó en el debate, de manera fehaciente, que la carga explosiva detonó en el interior de un vehículo utilitario Renault Trafic, en circunstancias en que éste se aproximó por la calle Pasteur hasta el portón de ingreso al edificio, situado en el 633 de la mencionada arteria.

En efecto, el secuestro en el lugar del hecho de numerosas piezas de un automotor que se hallaban instaladas y funcionando al momento de la explosión, conforme el mentado peritaje de fs. 30.761/30.764, las que además presentaban roturas y deformaciones compatibles con una detonación; los
vestigios de material explosivo que presentaban; la extracción de ese tipo de piezas de los cuerpos de dos víctimas fatales; el lugar donde se produjo la detonación, esto es, en la zona inmediata al ingreso del edificio, como así también los testimonios de María Nicolasa Romero y Carlos Rigoberto Heidenreich, aditados a los demás elementos de convicción ut supra valorados, constituyen un cuadro probatorio concluyente e irrefutable del extremo señalado al inicio.

Sentencia, CV-A-10 y CV-A-22.

La sentencia detalla una serie de graves irregularidades con respecto al hallazgo del motor del coche-bomba con la numeración del mismo, siete días después del atentado, que llevó al Tribunal a declarar la nulidad del acta en el que se registró el mismo. En el juicio se estableció que las autoridades policiales y las personas que suscribieron el acta, mintieron con respecto al modo en que fue encontrado y omitieron sacarle una foto, ordenando abrir una investigación. Pese a ello el Tribunal tuvo en cuenta las declaraciones de los militares israelíes que encontraron el motor, en especial el testimonio del mayor del ejército israelí Nahum Frenkel, que declaró haber encontrado el motor y haber ordenado su traslado a una carpa de su equipo, en la vereda de enfrente.
La sentencia verificó también que efectivamente, la noche anterior al atentado, en un hecho completamente inusual, un misterioso helicóptero se detuvo a pocos metros por encima de la mutual varios minutos. El Tribunal intentó individualizar el helicóptero y las razones de su presencia, pero ninguna autoridad supo explicarla, ni reconoció haber enviado la nave. El Tribunal cuestionó severamente a los investigadores por la falta de medidas para establecer la razón de la presencia del helicóptero:

Dicho déficit probatorio, que frustró la posibilidad de ahondar las circunstancias que explicarían tan singular acontecimiento –un vuelo estacionario sobre la mutual, durante algunos minutos, en la noche anterior al atentado- y acerca del cual se tejieron numerosas hipótesis, nunca confirmadas, constituyó una inadmisible desaprensión del magistrado instructor, dado que omitió requerir, en el tiempo oportuno y en la forma adecuada, aquellos datos que hubieran echado luz a la cuestión; máxime cuando la sospechosa presencia fue anunciada al juzgado interviniente el mismo día del atentado.

Sentencia, CV-A-25.

#### CVI. Carlos Alberto Telleldín
La sentencia tuvo por plenamente probado, que el motor n.º 2.831.467 encontrado entre los escombros de la AMIA, había sido comprado irregularmente por el acusado Carlos Alberto Telleldín. 
El motor pertenecía a una Renault Trafic, modelo 1990 y patente a C 1.498.506, de color “blanco chapelco”, que había pertenecido a la firma Messin SRL, hasta que se incendió el 7 de marzo de 1994. La empresa aseguradora, en lugar de darlo de baja como establecía la ley, se lo vendió a la agencia Automotores Alejandro SRL, la que a su vez se lo vendió a Telleldín, sin registrar en ningún caso la operación.
Pero el Tribunal estableció también que el motor hallado en la AMIA, no fue montado en la Trafic C1.519.275, robada a Pedro Sarapura y llevada al taller de Ariel Nitzcaner, como sostenía la acusación.
La sentencia concluye que no es posible determinar cual fue el origen de la carrocería utilizada por el coche-bomba, pero que las pruebas excluían la posibilidad de que hubiera sido el vehículo robado a Sarapura.

#### CVII. El estacionamiento
El capítulo VII de la sentencia está dedicado a la denuncia de los empleados del estacionamiento “Jet Parking”, ubicado en Azcuénaga 959, de una camioneta Trafic Renault con patente finalizada en 8506, tres días antes del atentado. Simultáneamente un empleado del estacionamiento de Sanatorio Otamendi, ubicado en la cuadra anterior, denunció también el intento de ingreso de una camioneta similar, que quedó registrado en la cámara de video, pero que finalmente fue reutilizada porque los investigadores nunca lo llamaron a declarar.
El Tribunal decidió que las coincidencias eran sospechosas, pero que no había elementos suficientes para sostener que se trataba del mismo vehículo utilizado como coche-bomba, o de una maniobra de distracción.

### La investigación judicial y sus irregularidades
La sentencia examinó la instrucción judicial y sus irregularidades, así como los funcionarios y organizaciones que se vieron involucradas en las mismas, en el Capítulo VIII (La instrucción judicial).
El Tribunal analiza en sucesivos capítulos: 
- la violación de garantías constitucionales de los acusados;
- la falta de imparcialidad del juez Galeano;
- las recusaciones reiteradas contra Galeano y su proceder inadecuado;
- las "visitas" a Telleldín realizadas por el capitán del Ejército Héctor Vergéz, por orden de Galeano y sin que consten en el expediente;
- el comisario Verón y el "inexplicable inicio de la causa 'Brigadas'" (causa 1598), que abrió en 1995 el juez Galeano en forma paralela a la causa AMIA, con el fin de involucrar a la Policía Bonaerense, haciendo declarar como testigos en una causa a personas que estaban imputadas en la otra;
- la actividad informal y subrepticia del Estado, donde analiza el papel de la camarista María Luisa Riva Aramayo y del dirigente de la DAIA Rubén Beraja en el "armado de la versión".
- el apriete del juez al abogado Semorile;
- el pago a Telleldín con fondos públicos, autorizado por el juez;
- la negociación del testimonio de Miriam Salinas, por parte del juez Galeano;
- las filmaciones clandestinas;
- las actuaciones falsas;
- el manejo arbitrario de las imputaciones para presionar a los policías bonaerenses;
- la privación ilegítima de la libertad de Hugo Pérez, dispuesta por Galeano;
- las declaraciones testimoniales de personas que eran investigadas;
- la fabricación intencional por acuerdo del juez Galeano y Telleldín, de un falso testimonio por parte de Ramón Emilio Solari, afirmando que los policías bonaerenses acusados lo habían entrenado para desviar la causa;
- la actividad indebida de DAIA y AMIA autorizada por el juez, mediante reuniones y grabaciones secretas;
- la orden judicial de violar eel secreto profesional a los abogados intervinientes;
- la destrucción de videos probatorios por orden del juez;
- la protección de la actividad ilegal del juez Galeano por otras áreas del Estado como la jueza Riva Aramayo, el juez Cavallo, el ocultamiento de la videocinta de su entrevista con Telleldín a las defensas, la Cámara y la Comisión Bicameral; el juez Oyarbide y la SIDE.
- el secuestro y tortura mientras estaba detenido de César Antonio Fernández.

La sentencia sintetiza de modo general que:

Se advierte la existencia de una instrucción paralela, informal y secreta, en clara violación a los principios de raigambre constitucional del debido proceso y del derecho de defensa en juicio.

### La responsabilidad de los acusados
El Tribunal analizó por separado las eventuales responsabilidades de Telleldín y los policías bonaerenses acusados.

#### Telleldín
En el caso de Telleldín el Tribunal sostuvo que si bien se probó en el juicio que era propietario del motor del vehículo usado como coche-bomba, no se aportó ninguna prueba ni indicio sobre la eventual complicidad de Telleldín con los terroristas que realizaron el atentado:

Con base en lo expuesto, el Tribunal entiende que los elementos surgidos del debate no alcanzaron, ni siquiera en forma mínima, para desvirtuar la presunción de inocencia de que goza Carlos Alberto Telleldín. En efecto, no se arrimó a la causa ninguna prueba –sea directa o indiciaria- demostrativa de que el nombrado tuviera conocimiento de que el motor que pasó por sus manos –el de “Messin S.R.L.”- y la camioneta que eventualmente pudo haber armado con esa pieza, fueran a ser empleados para cometer un hecho ilícito.
Sentencia

#### Los policías bonaerenses
La sentencia concluye que no hay ninguna prueba contra los policías bonaerenses acusados. No se probó que tuvieran vínculos con Mohsen Rabbani ni se probó que Telleldín le entregara a los expolicías bonaerenses alguna camioneta Renault Trafic. El Tribunal sostuvo que la acusación estaba sostenida fundamentalmente por los dichos de Carlos Telleldín, que además de ser contradictorios e inconsecuentes, estaban afectados por el pago ilegal realizado por la SIDE, por orden del juez Galeano, con la colaboración de los fiscales Mullen y Barbaccia y la DAIA.

Este oscuro proceder no hubiera sido posible sin la injustificable anuencia de los representantes del Ministerio Público Fiscal que actuaran durante la instrucción y cuya principal función consistía en el contralor de los actos del proceso, doctores Eamon Mullen y José Barbaccia. Ese espurio pacto incluyó además el contenido de las declaraciones del entorno más íntimo de Telleldín, como fue el caso de Ana Boragni y Guillermo Cotoras...

El seguimiento incondicional de los acusadores a las distintas versiones aportadas por Telleldín ha sido una clara muestra del propósito de sostener afanosamente una imputación que a todas luces carecía de respaldo probatorio alguno. Este proceder fue una continuación de la actitud encaminada por el juez y los fiscales durante la instrucción para convalidar una hipótesis que se desmoronaba...

A esta altura, no puede dejar de señalarse la particular metodología empleada por los acusadores para sostener una imputación inconsistente. En ese sentido, se valieron de pruebas de neto carácter ilegal, una engañosa valoración de la no incorporada al debate, conscientes omisiones de las pruebas que refutaban la acusación, el abuso de la retórica como forma de suplir la absoluta orfandad probatoria, el cercenamiento arbitrario de las probanzas hasta la desnaturalización de éstas, entre otras irregularidades.
Sentencia X-D 3) Conclusión.

### Actuación de altos funcionarios del Poder Ejecutivo
La sentencia dedica un capítulo, el XV, a detallar los actos ilegales o negligentes de diversos funcionarios del Poder Ejecutivo Nacional, tanto con respecto a su complicidad con el proceder ilegal del juez Galeano, así como respecto a su negligencia en la prevención del atentado y en la investigación del mismo.

«El tribunal no puede dejar de señalar los graves reparos que le merece la actuación de altos funcionarios del Poder Ejecutivo Nacional a la fecha de ocurrido el atentado que, más allá de las declamaciones públicas, no colaboraron de modo eficiente con la investigación. A esa negligencia se sumó la desidia y falta de interés que algunos de ellos exhibieron en conocer el estado de las investigaciones relacionadas con el ataque terrorista más grave de la historia del país, mientras que otros, durante la instrucción, apoyaron el irregular proceder del juez Galeano; esto último, el caso de Hugo Alfredo Anzorreguy y Carlos Vladimiro Corach, tal como se analizó en apartados anteriores. Aunque el país contaba con el trágico antecedente del atentado a la Embajada de Israel, ocurrido el 17 de marzo de 1992, la casi totalidad de los funcionarios de seguridad que depusieron en el debate coincidieron en señalar que luego de dicho acontecimiento no se adoptaron medidas 
encaminadas a la prevención de futuros ataques terroristas ni a la creación de organismos debidamente preparados para colaborar en hechos de esa naturaleza.»
Sentencia, CXV.

Entre los funcionarios mencionados, la sentencia cuestiona al entonces Ministro del Interior Carlos Federico Ruckauf, al entonces Secretario de Inteligencia de Estado Hugo Alfredo Anzorreguy y al entonces titular de la Secretaría de Seguridad Interior y Protección a la Comunidad, brigadier Andrés Arnoldo Antonietti, que al declarar como testigos no supieron decir qué medidas se habían tomado antes y después del atentado. Cuestiona también la gestión de Hugo Franco, al frente de la Dirección Nacional de Migraciones, «organismo que a la fecha de la voladura de la A.M.I.A. se hallaba totalmente desorganizado, contando con un sistema de procesamiento de datos totalmente precario, basado en fichas, que impedía llevar un debido control de las personas que ingresaban y egresaban del territorio argentino».

### Denuncias y delitos
En el curso del juicio se denunciaron y presentaron pruebas sobre una gran cantidad de delitos. La sentencia dedica todo el capítulo XVI a detallarlos y tomar las medidas para que dichos delitos fueran investigados:
- Declaración indagatoria ilegal de Carlos Telleldín el 5 de julio de 1996;
- Denuncia contra el ministro Carlos Corach y el secretario Hugo Anzorreguy por malversación de caudales públicos, al participar del pago a Telleldín descubierto en el juicio;
- Denuncia contra el presidente de la DAIA Rubén Ezra Beraja por el delito de falso testimonio durante el juicio;
- Denuncia sobre la desaparición de las grabaciones de líneas telefónicas intervenidas por el juez en forma irregular, comprobadas en el juicio;
- Denuncia sobre intervención de líneas telefónicas por la SIDE sin autorización judicial, comprobadas en el juicio;
- Falsificación de documentos públicos relacionados con las intervenciones telefónicas (A3d);
- Denuncia sobre la orden de la SIDE para destruir las cintas en poder de ese organismo y sobre el extravío de 68 casetes en los que se grabaron las conversaciones de Telleldín, en los días inmediatamente posteriores al atentado, todo ello comprobado en el juicio (A3e).
- Denuncia contra el capitán del Ejército Héctor Pedro Vergéz por falso testimonio cometido en el juicio (A5);
- Denuncia contra Alfredo Roberto Perona por falso testimonio cometido en el juicio (A6).

## El fallo
El fallo ordenó la absolución de todos los acusados, declaró nula la "causa Brigadas", declaró nula el acta que documenta el hallazgo del motor y declaró nula la declaración indagatoria de Carlos Telleldín del 5 de julio de 1996.
Además el Tribunal mandó a abrir expedientes para analizar la posible comisión de los siguientes delitos:
- delitos cometidos en la investigación judicial por el juez Juan José Galeano, los funcionarios y empleados de su juzgado; y los fiscales Eamon Gabriel Mullen y José Carlos Barbaccia, particularmente:
  - falsedad ideológica del acta sobre la declaración indagatoria de Telleldín;
  - destrucción de las videocintas sobre declaraciones realizadas en el juzgado y la fiscalía;
  - privación ilegal de la libertad y torturas contra César Antonio Fernández, investigando también a los agentes de la SIDE y la Policía Bonaerense que participaron en los actos;
  - los actos ilegales contra el abogado Gustavo Alberto Semorile;
- posibles delitos cometidos por el juez Gabriel Rubén Cavallo;
- posibles delitos cometidos por el juez Norberto Mario Oyarbide;
- posibles delitos cometidos por el exministro Carlos Vladimiro Corach y el exsecretario Hugo Alfredo Anzorreguy;
- posibles delitos del personal de la Secretaría de Inteligencia de la Presidencia de la Nación debuido a escuchas ilegales realizadas sobre líneas telefónicas de las embajadas de Irán y Cuba, con destrucción de las mismas;
- posible comisión del delito de encubrimiento por parte de los siguientes parlamentarios de la Comisión Bicameral Especial de Seguimiento de la Investigación de los Atentados a la Embajada de Israel y al Edificio de la AMIA que participaron de la reunión secreta probada en el juicio: Carlos Ernesto Soria, Raúl Alfredo Galván, Carlos Alberto Álvarez, José Antonio Romero Feris, Federico Storani, César Arias y Melchor René Cruchaga.

## Consecuencias
Pocos meses después, la causa contra el juez Cavallo sería archivada a pedido de los fiscales Gerardo Pollicita y Alberto Nisman.
El fallo del TOF3 fue apelado por las querellas y la fiscalía. Confirmado por el Tribunal de Casación, fue parcialmente modificado por la Corte Suprema en fallo del 27 de mayo de 2009. En fallo dividido, la Corte decidió confirmar en lo sustancial la sentencia del TOF3, pero modificarla en tres puntos importantes:
- Nulidad de todo lo actuado. La Corte consideró que sólo resultaba completamente nula la llamada Causa Brigadas, abierta contra los policías bonaerenses. Pero con respecto a la "Causa AMIA", la Corte estableció que sólo se considerarían nulas aquellas actuaciones que estuvieran "viciadas de parcialidad". Esta decisión permitió reabrir la investigación judicial contra Telleldín, por su eventual relación con el atentado. La Corte consideró que era válida la investigación que descubrió que Telleldín fue el último tenedor del motor que habría utilizado el coche bomba.
- Enjuiciamiento de los policías bonaerenses por extorsión contra Telleldín. La Corte resolvió también que si bien era correcto absolver a los policías bonaerenses de toda conexión con el atentado, no correspondía sin embargo absolverlos sin más de la eventual extorsión contra Telleldín.

La sentencia no fue unánima. El voto mayoritario fue apoyado por Ricardo Lorenzetti, Elena Highton, Juan Carlos Maqueda y Carlos Fayt. En contra y apoyando la sentencia del TOF3 votaron Enrique Petracchi y Carmen Argibay. Raúl Zaffaroni se abstuvo.